# Броло (Месина)
Броло (итал. Brolo) је насеље у Италији у округу Месина, региону Сицилија.
Према процени из 2011. у насељу је живело 4949 становника. Насеље се налази на надморској висини од 17 м.

## Становништво
| 1936. | 1951. | 1961. | 1971. | 1981. | 1991. | 2001. | 2011. |
| ----- | ----- | ----- | ----- | ----- | ----- | ----- | ----- |
| 2.325 | 2.882 | 3.184 | 3.316 | 4.274 | 5.072 | 5.495 | 5.826 |